# Skullmonkeys
Skullmonkeys (distribuït al Japó amb el nom Klaymen Klaymen 2: Skurru Monkeru no Gyakushuu) és la seqüela del videojoc The Neverhood creat per l'animador Doug TenNapel.
A diferència del seu predecessor, Skullmonkeys és un videojoc de plataformes per a PlayStation, i no una aventura gràfica per a PC. L'escenari del joc sorgeix d'un lloc descrit a The Neverhood Hall of Records a The Neverhood per un dels personatges divins (com Hoborg) creats per Quater.
Terry Scott Taylor, el compositor de primer joc, va ser el responsable de la banda sonora de la seqüela. L'encarregat de realitzar l'anàlisi de Skullmonkeys a PlayStation Magazine va considerar que la música de Skullmonkeys era la millor que mai havia escoltat a cap altre joc.

## El joc
El malvat Klogg desapareixia de The Neverhood al final del primer joc, però al nou descobrim que ha anat a parar a un planeta governat per criatures conegudes com a Skullmonkeys. Klogg es converteix en seu líder i comença a portar a terme el "Evil engine number 9" per a destruir el Neverhood, alhora que Klaymen entra en l'escena amb l'objectiu d'aturar-lo. El jugador controla a Klaymen, un resident del Neverhood que és segrestat per evitar la destrucció del Neverhood. El personatge pot saltar, ajupir-se, observar, i agafar una àmplia gamma d'elements com una aurèola (permetent-li resistir més d'un colp enemic) i una àmplia gamma d'armes amb projectils peculiars. A banda de l'assortiment d'armes, pot destruir molts enemics i els caps saltant sobre ells, i també podem accedir a diversos nivells secrets (bonus) amb música dels anys 70 de fons. Als nivells secrets podem recol·lectar punts addicionals i vides extres.
A través de cadascun dels nivells, el jugador pot recollir pilotes d'argila per guanyar punts i a través dels nivells podem trobar diverses vides extra i caps que cal derrotar. El joc va ser criticat per ser difícil de finalitzar però el sistema de contrasenyes del joc fa que tampoc siga irracionalment difícil.

## Recepció
El joc va rebre crítiques positives pels seus gràfics, música, so, i sentit de l'humor. Molts llocs web de videojocs el criticaren per la seua alta dificultat, i per aspectes com per exemple canviar el sistema de desar per un de passwords i per alguns problemes tècnics que afectaven a la seua jugabilitat, encara que alguns crítics de videojocs comparaven el joc favorablement respecte altres jocs de plataformes reeixits com Earthworm Jim o els jocs de plataformes de Virgin Software.